# Montagne de Bange
Pour les articles homonymes, voir Bange.
La montagne de Bange est une montagne de France qui fait partie du massif des Bauges, au nord de la chaîne du mont Revard et au sud du Semnoz, dans les Alpes.
Elle domine les villages de Cusy dans l'Albanais et d'Allèves dans la cluse de Bange au nord, d'Arith dans le massif des Bauges à l'est, et de Saint-Offenge-Dessus et Saint-Offenge-Dessous dans l'Albanais à l'ouest. Le sommet est situé sur la commune d'Arith.

## Géographie

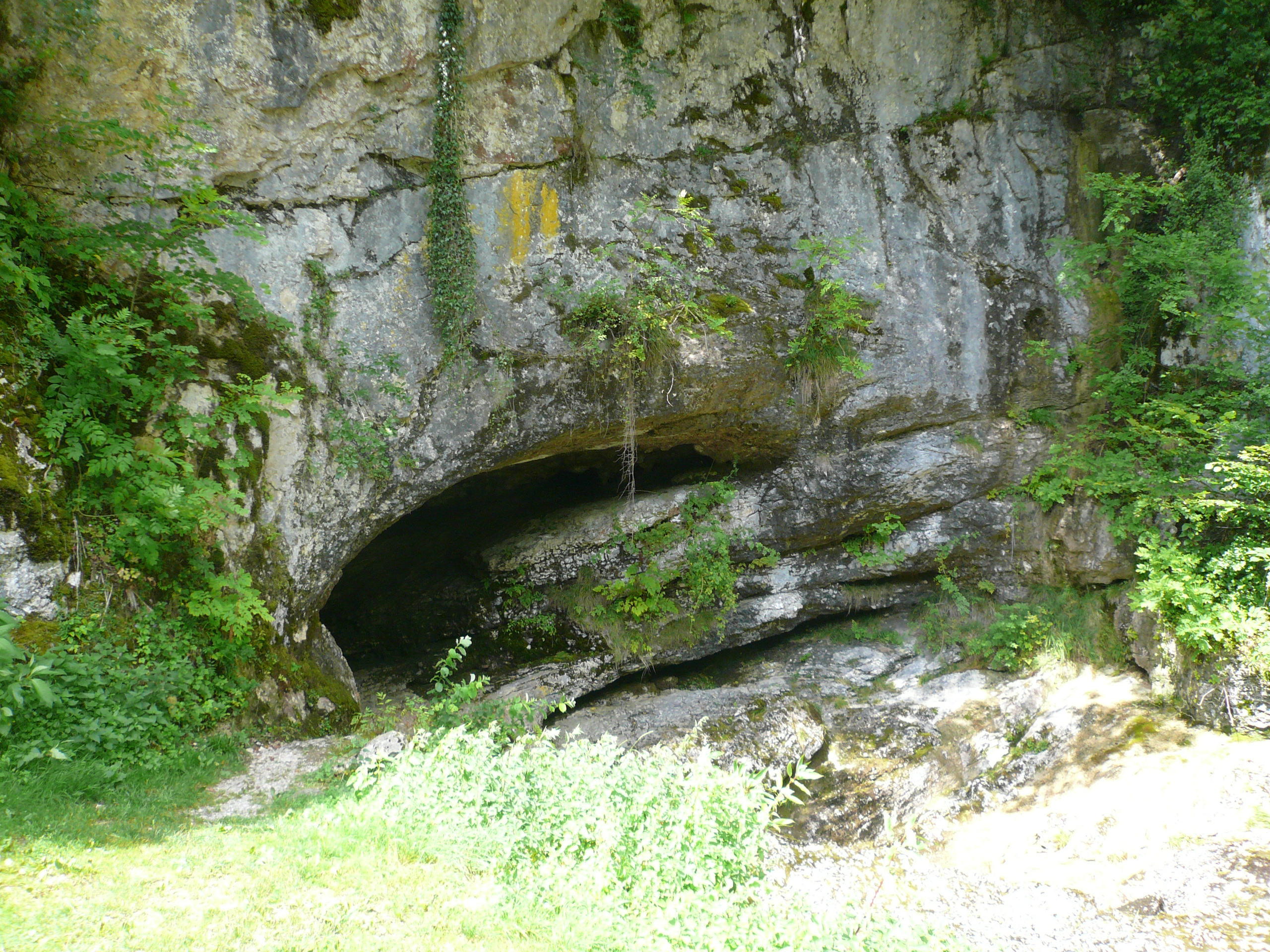
La grotte de Prérouge à Arith, résurgence des eaux de la montagne de Bange.

La surface de cet ensemble montagneux calcaire est d'environ 500 hectares. À l'ouest, le sommet de la montagne de Bange (1 434 m) est entièrement recouvert de forêts, à l'est le pic de Bange (1 217 m) est un chaos karstique lui aussi recouvert de forêts. Sous ces karsts de grands réseaux souterrains se développent en particulier le Creux de la Benoite-Litorne-Grotte de Prérouge d'une profondeur de 860 mètres pour 54 kilomètres de développement. Entre ces forêts se trouvent les alpages du vallon du Mariet, vallon perché de 1 000 mètres de long et 500 mètres de large à une altitude de 980 à 1 000 m.

## Vallon du Mariet
Le vallon du Mariet, comptant quelques granges inhabitées et les chalets du « Mariet-Dessous » et du « Mariet-Dessus », est réservé aux fenaisons. Il s'agit d'une cuvette où s'est développée une agriculture de montagne en raison de la qualité de son herbe, due à un sol humide. Mariet semble dérivé du mot « marais ». Cependant cette origine n'est pas acceptée par les toponymistes qui y voient un dérivé du prénom Marie.
L'accès se fait par une voie pavée sur laquelle on peut voir les traces des traîneaux à foin hippomobiles. Cette voie aménagée est réservée aux randonneurs et aux cultivateurs (les véhicules tout terrain y sont interdits), à partir du hameau de Montagny au sud-est (1 heure de marche depuis le parking).

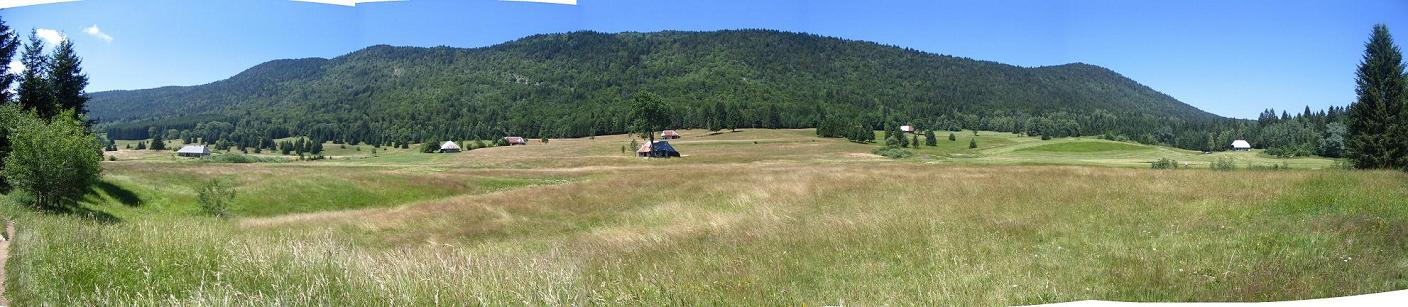
Montagne de Bange depuis le vallon du Mariet.